# 与座朝勝
与座 朝勝（よざ ともかつ、1960年9月4日 - ）は、沖縄県浦添市出身の元プロ野球選手。（投手、内野手）。

## 来歴・人物
興南高時代は、3年夏の沖縄大会で石嶺和彦を擁した豊見城高に敗れた。
1978年のプロ野球ドラフト会議で横浜大洋ホエールズから2位指名され入団。興南高からプロ入りした最初の選手となった。
プロ入り後は一軍になかなか上がれず、二軍でも成績を残せなかった。1984年に内野手へ転向するが、一軍出場までには至らず1985年に現役を引退した。

## 詳細情報

### 年度別打撃成績
- 一軍公式戦出場なし

### 背番号
- 49 （1979年 - 1981年）
- 48 （1982年 - 1985年）